# Museo Faina
Il Museo Faina è un museo archeologico collocato nel palazzo Faina ad Orvieto, in provincia di Terni. Prende il nome da Claudio Faina.
Il museo è stato fondato, come collezione privata, nel 1864.

## Storia e descrizione
Il museo comprende reperti antichi di età greca e corredi funebri etruschi, tra cui una raccolta di vasi attici a figure nere e rosse del VI-V secolo a.C., un monetiere e collezioni numismatiche.
Al piano terra sono conservati i frontoni del tempio del Belvedere di Orvieto, la celebre Venere di Cannicella, statua trovata nel santuario, compreso all'interno della necropoli di Cannicella e il cippo a testa di guerriero proveniente dalla necropoli del Crocifisso del Tufo entrambe site nei dintorni della cittadina di Orvieto.
Tra gli anni Sessanta e Ottanta dell’Ottocento, la collezione archeologica venne riunita dai conti Mauro ed Eugenio Faina.